# Węzeł potrójny Chile

Płyty tektoniczne

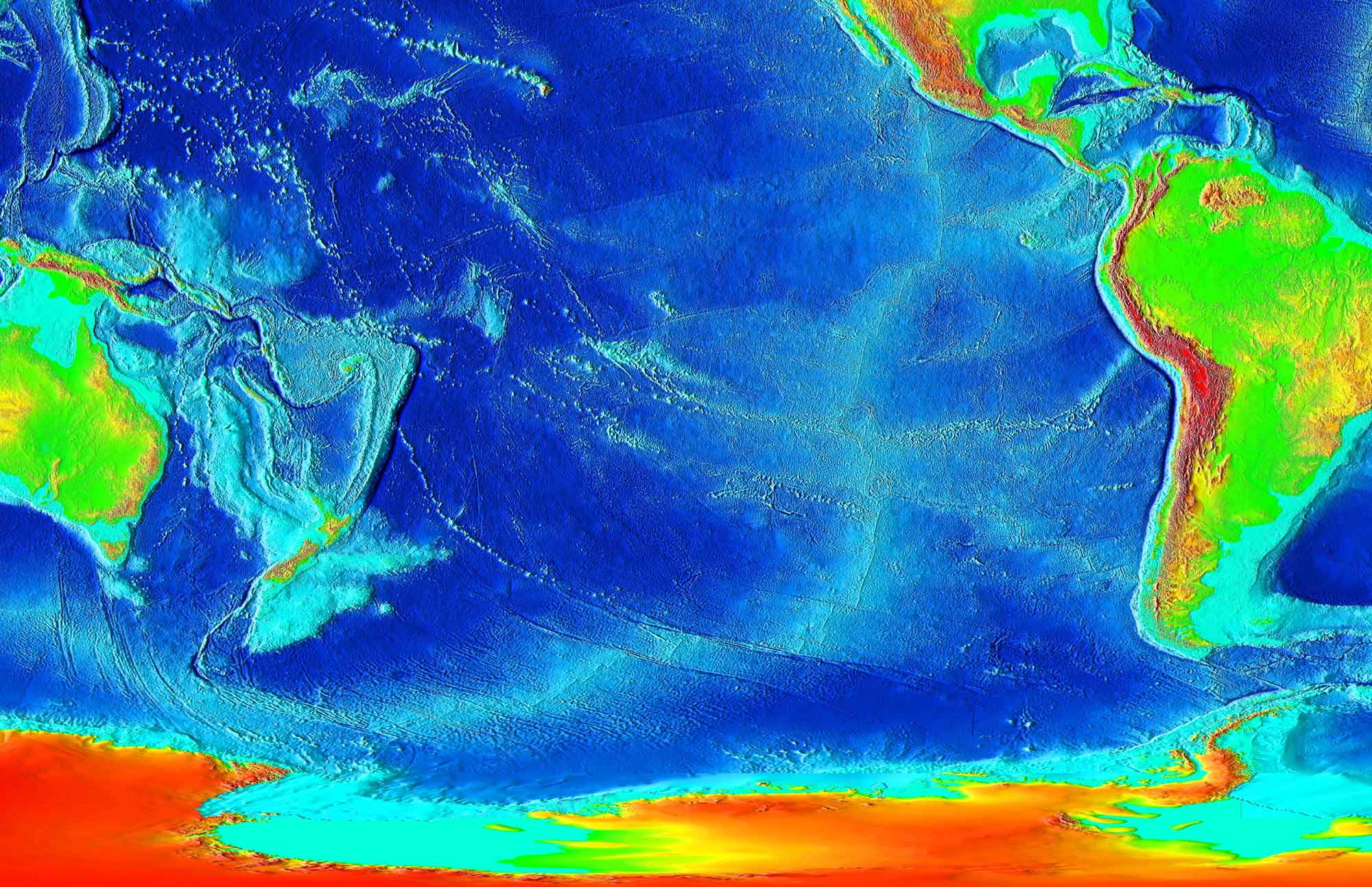
Południowy Pacyfik

Węzeł potrójny Chile to węzeł potrójny, znajdujący się na południowo-wschodnim Pacyfiku.
W węźle tym od łączą się Grzbiet Wschodniopacyficzny, Grzbiet Południowopacyficzny i Grzbiet Chilijski.
W węźle potrójnym Chile stykają się płyta pacyficzna, płyta Nazca i płyta antarktyczna.